# Liparochrus nitidicollis
Liparochrus nitidicollis là một loài bọ cánh cứng trong họ Hybosoridae. Loài này được Blackburn miêu tả khoa học năm 1905.